# Christmas (album Chrisa Isaaka)
Christmas – dziewiąty i ostatni studyjny a jedenasty w ogóle album Chrisa Isaaka wydany w roku 2004 nakładem Warner Bros. Records.

## Lista utworów
Wszystkie utwory zostały skomponowane przez Chrisa Isaaka; wyjątki zostały zaznaczone.
1. "Rudolph the Red-Nosed Reindeer" (Johnny Marks) 2:11
2. "Have Yourself a Merry Little Christmas" (Hugh Martin, Ralph Blane) 3:09
3. "Santa Claus Is Coming to Town" (J. Fred Coots, Haven Gillespie) 2:30
4. "Washington Square" 3:22
5. "Blue Christmas" (Bill Hayes, Jay Johnson) 2:20
6. "The Christmas Song" (Mel Tormé, Robert Wells) 2:46
7. "Hey Santa!" 2:43
8. "Let It Snow" (Sammy Cahn, Jules Styne) 2:28
9. "Christmas on TV" 2:18
10. "Pretty Paper" (Willie Nelson) 2:33
11. "White Christmas" (Irving Berlin) 2:31
12. "Mele Kalikimaka" (R. Alex Anderson) 1:55
13. "Brightest Star" 3:03
14. "Last Month of the Year" 2:13
15. "Gotta Be Good" 2:41
16. "Auld Lang Syne" 1:08